# 철원 노동당사
철원 노동당사(鐵原 勞動黨舍)는 대한민국 강원특별자치도 철원군 철원읍에 있는 건물이다. 대한민국의 국가등록문화재 제22호로 지정되어 있다.

## 역사
철원군은 조선민주주의인민공화국의 통치 당시, 강원도의 도청이 소재했으며 구철원은 철원군의 중심지였다. (도청은 1946년 12월 원산시로 이전하였다.) 이때 1946년 철원읍 관전리에 조선로동당에서 3층 당사를 건설했는데, 한국 전쟁을 거치며 구철원은 대한민국에 귀속되면서 노동당사도 대한민국의 수중에 들어갔다. 그러나 전쟁 때 폐허로 변한 탓에 이 건물도 현재 1층은 멀쩡 하지만 2층은 골조만 남아있다.
그룹 서태지와 아이들의 '발해를 꿈꾸며' 뮤직비디오가 이곳에서 촬영되었다.

## 현지 안내문

### 한글 설명
철원 노동당사
鐵原 勞動黨舍
국가등록문화재 제22호
철원 노동당사는 1946년에 북한 노동당이 철원과 그 인근 지역을 관장하기 위해 지은 건물이다. 지역 주민의 노동력과 자금을 강제로 동원하여 지었으며, 주민을 통제하고 사상운동을 억압하는 구실을 하였다. 이곳은 당시 철원의 중심지였는데 한국 전쟁으로 인해 모든 건물이 파괴되었다. 그러나 이 노동당사는 지금까지 남아 분단과 전쟁의 참상을 증언하고 있다.
노동당은 마을마다 쌀 200가마를 빼앗고 노동력과 장비를 강제로 동원하였는데, 건물 내부를 지을 때는 노동당원만 투입하여 비밀을 유지하였다. 이 건물을 철원, 김화, 평강, 포천 일대의 주민을 수탈하는 중심지일 뿐 아니라 많은 사상운동가를 가두어 고문하고 학살하는 데 사용하였기 때문이다. 노동당사 건물 방공호에서 많은 인골과 함께 만행에 사용된 수많은 실탄과 철삿줄 등이 발견되면서 이를 증명하기도 하였다.
노동당사는 철근 구조에 벽돌과 시멘트로 벽을 쌓아 매우 견고하다. 건물을 앞에서 바라볼 때 좌우가 대칭되고 언덕 위에 지어진 덕분에 매우 권위적인 느낌을 준다. 비록 천장이 내려앉았지만, 철근 구조에 벽돌과 시멘트로 벽을 쌓아 매우 견고하게 지어진 건물이다. 이를 통해 당시의 건축적 특징과 사상 대립으로 인한 분단과 전쟁의 아픔이라는 시대성을 엿볼 수 있다.

### 영문 설명
Korean Workers’ Party Headquarters, Cheorwon
National Registered Cultural Heritage No. 22
This building was built in 1946 by the Workers’ Party of Korea (WPK) to strengthen the North Korean dictatorial communist regime’s control over the local people. The Cheorwon area was under North Korean control during the period between the liberation from Japanese colonial rule in 1945 and the Korean War (1950-1953).
To fund the construction of this building, the North Korean government demanded rice "donations” from each local village. The North Korean authorities also forced local communities to provide equipment and manpower for the project but allegedly allowed only WPK members to build the interior in an effort to maintain the secrecy of its structure and construction techniques. This three-story brick and concrete building features a lofty foundation atop a hill, a symmetrical layout designed to highlight the absolute authority of the WPK, and other architectural styles reflecting the aesthetic influence of socialist realism.
During the Korean War, Cheorwon, one of the deadliest battlefields, lost almost all of its downtown buildings. However, this building remarkably survived and still maintains some of its original structure. The historic significance of this building together with its uniqueness as an architectural work led to its registration as National Registered Cultural Heritage No. 22 in 2002.

## 사진

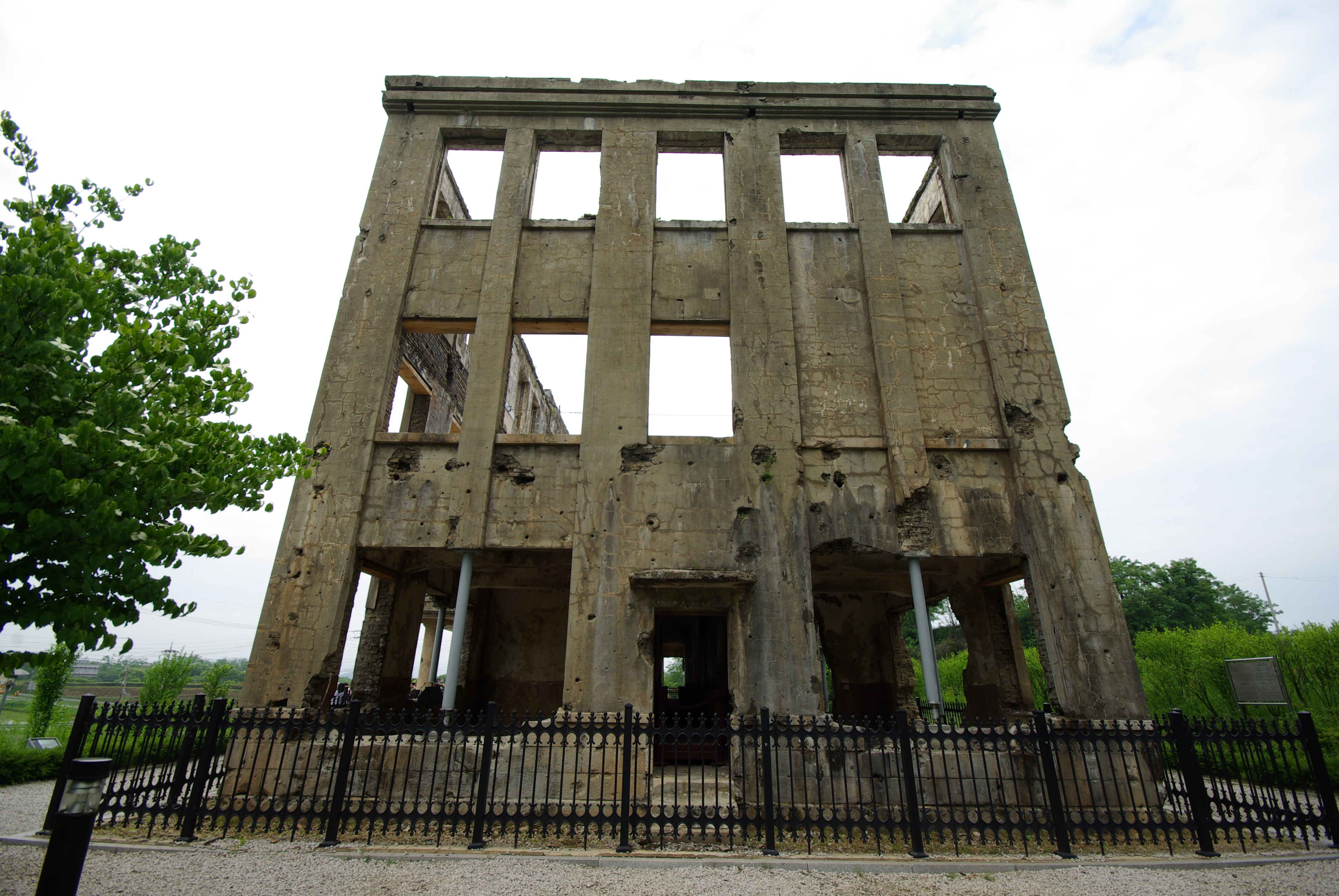
오른쪽 측면
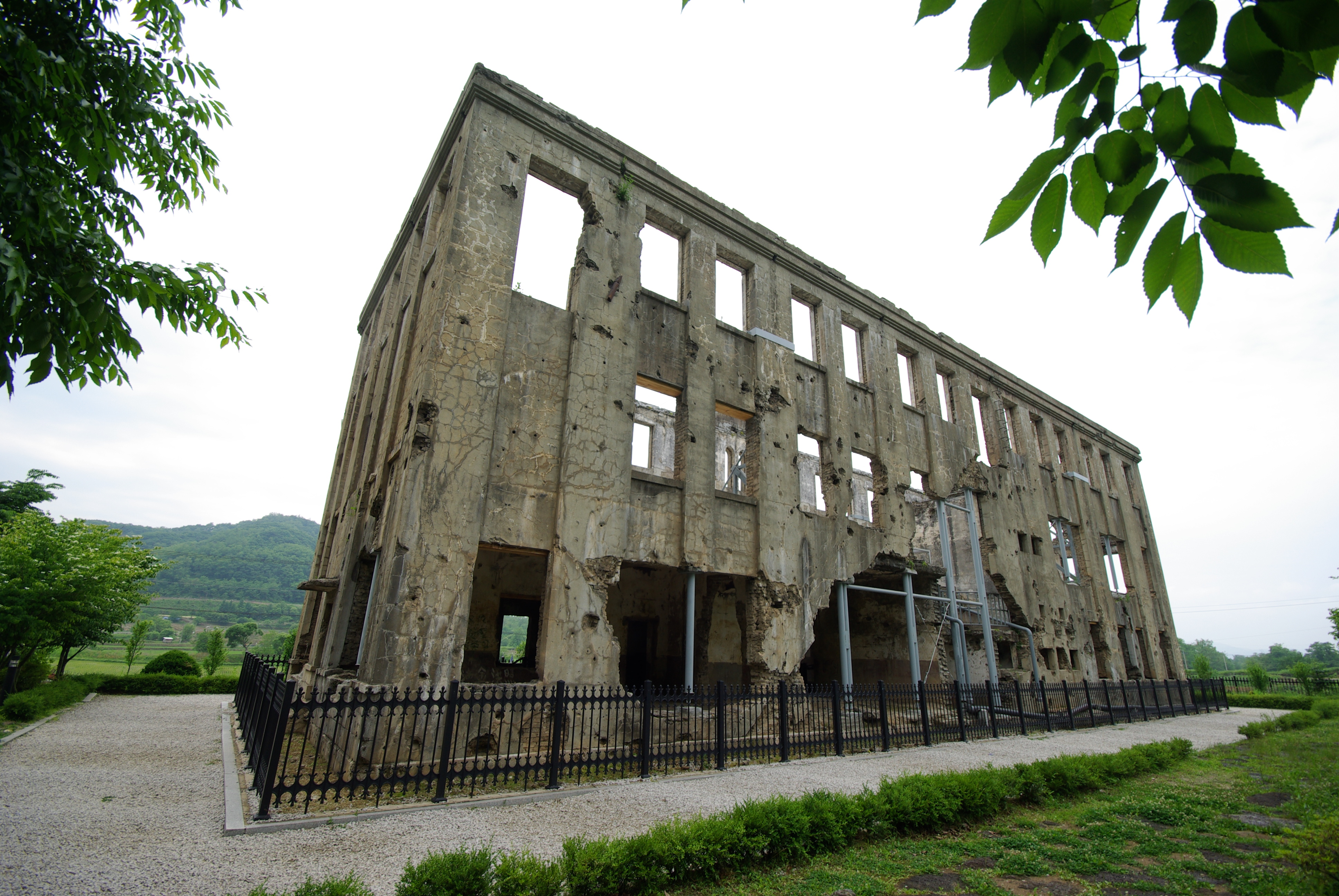
뒷쪽에서 바라본 전경
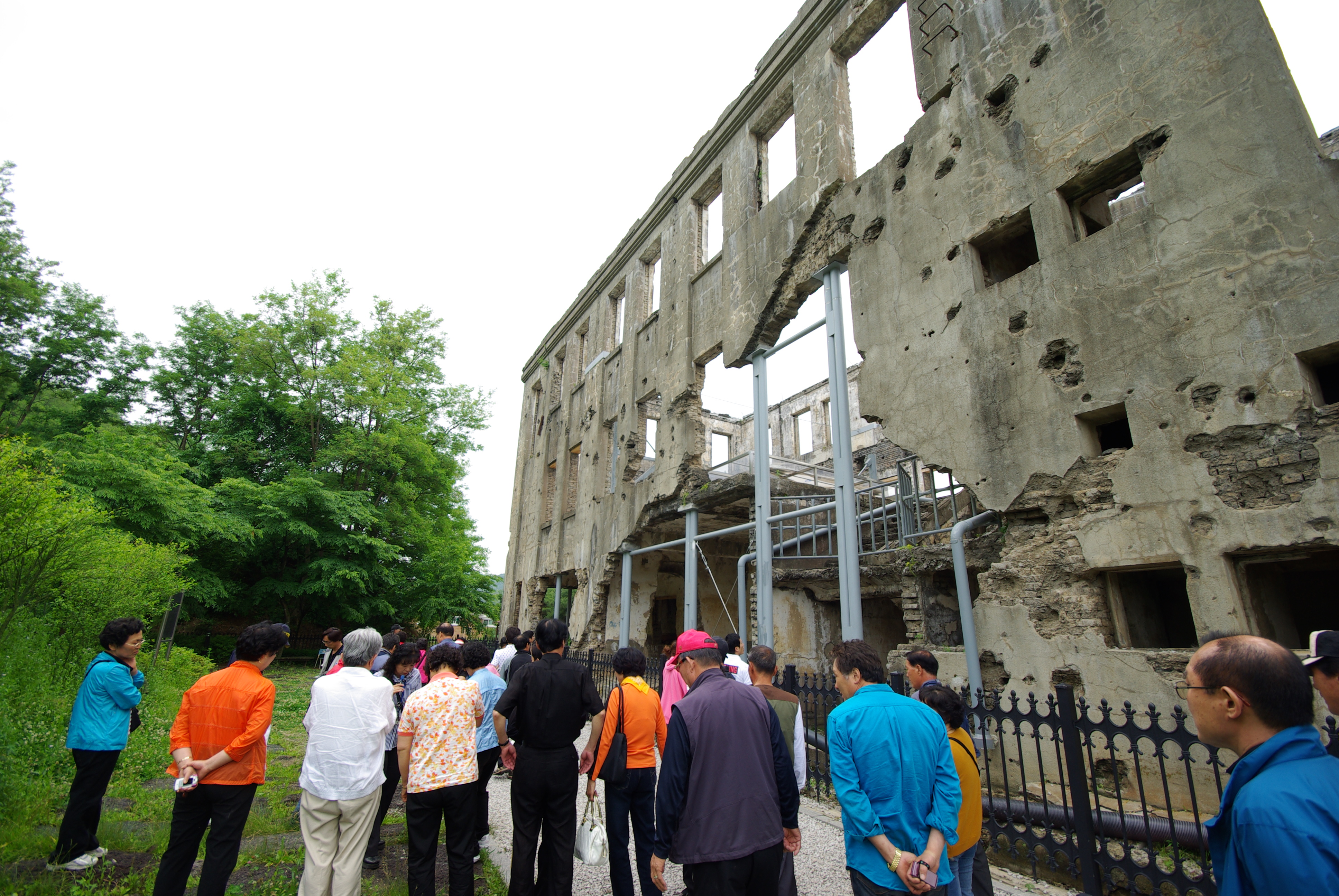
건물의 뒷쪽면을 관람하는 관광객

## 참고 문헌
- 철원 노동당사 - 국가유산청 국가유산포털